# Liste der Naturdenkmale in Sankt Martin (Pfalz)
Die Liste der Naturdenkmale in Sankt Martin nennt die im Gemeindegebiet von Sankt Martin ausgewiesenen Naturdenkmale (Stand 23. Mai 2024).

## Naturdenkmale
| Nr.         | Bezeichnung           | Lage                                           | Beschreibung | Bild                                    |
| ----------- | --------------------- | ---------------------------------------------- | --- | --------------------------------------- |
| ND-7337-226 | Felsenmeer Hüttenberg | nordwestlich des Ortes auf dem Hüttenberg Lage | Buntsandstein-Felsenhalde mit als Gletschermühlen bezeichneten Verwitterungsformen; flächenhaftes Naturdenkmal;, hier Nr. 82 teilweise zu Maikammer | Fotos hochladen                         |
| ND-7337-237 | Edelkastanie          | Einlaubstraße, bei Nr. 89 Lage                 | Castanea sativa | Direkt Bild zu diesem Denkmal hochladen |
| ND-7337-238 | Dichterhain           | westlich des Ortes; Abteilung Frauental Lage   | Buntsandstein-Felsenblöcke, Porträts wurden von Wilhelm Kollmar geschaffen, hier Nr. 83                                                             | Fotos hochladen                         |

## Ehemalige Naturdenkmale
| Nr. | Bezeichnung   | Lage                                                       | Beschreibung                                                           | Bild                                    |
| --- | ------------- | ---------------------------------------------------------- | ---------------------------------------------------------------------- | --------------------------------------- |
|     | Kühler Keller | am nördlichen Ortsrand im Bereich der Totenkopfstraße Lage | Hohlweg;, hier Nr. 84 mit Straße überbaut, Rechtsverordnung aufgehoben | Direkt Bild zu diesem Denkmal hochladen |
|     | Rottanne      | Talstraße, bei Nr. 59/60 Lage                              | Picea abies; Rechtsverordnung aufgehoben                               | Direkt Bild zu diesem Denkmal hochladen |